# 查尔斯·帕内尔
查尔斯·帕内尔（Charles Parnell，1964年10月26日—）是美国演员。他曾在《我的孩子們》中扮演警察局长Derek Frye，在特纳电视网节目末日孤舰中飾演士官长Russ Jeter以及在捍衛戰士：獨行俠中飾演Solomon "Warlock" Bates一角。 
帕内尔还在卡通頻道的冒险兄弟中为Jefferson Twilight配音。